# Amateur POV Auditions
Amateur POV Auditions — серия американских порнографических фильмов студии Amateur Allure, снятых в жанре гонзо-порнографии.

## Описание
Как и в большинстве серий порнографических фильмов, каждый фильм Amateur POV Auditions состоит из четырёх сцен секса, снятых в жанре гонзо-порнографии. Особенностью данной серии является съёмка сцен в стиле любительских секс-видео с небольшим за светом. Тематика фильмов довольна обширна и включает в себя традиционный секс, минет с последующим камшотом.

## Отзывы
Сайт AVN обозревая первый фильм похвалил крупные планы съемки, обозначив их чёткими и яркими, однако использование кольцевой лампы во время съемок видно в глазах актрисы и это отвлекает. Капитан Джек из AdultDVDTalk обозревая Amateur POV Auditions 1 отметил что фильм не соответствует любительским аспектам и аспектам съемки от первого лица, однако секс в фильме «настолько горячий и весёлый», что автор рецензии порекомендовал фильм.

## Список фильмов
| Год  | Фильм                                        | Актёрский состав |
| ---- | -------------------------------------------- | --- |
| 2013 | Amateur POV Auditions 1                      | Анника Элбрайт, Кассандра Никс, Миа Малкова, Надин Сейдж, Райли Рид                                                              |
| 2013 | Amateur POV Auditions 2                      | Ариана Фокс, Кали Хейс, Кеннеди Ли, Уитни Вестгейт                                                                               |
| 2013 | Amateur POV Auditions 3                      | Эшлин Рэй, Джерри, Лола Милано, Талия Тайлер                                                                                     |
| 2013 | Amateur POV Auditions 4                      | Мэри Лин, Лекси Даймонд, Надин Сейдж, Реми Лакруа, Саманта Роне                                                                  |
| 2013 | Amateur POV Auditions 5                      | Белль Нуар, Джесси Эндрюс, Кэтт Дилан, Кира Синн, Ренна Райанн                                                                   |
| 2014 | Amateur POV Auditions 6                      | Ханна Лэй, Джоди Тейлор, Катерина Кей, Миша Брукс, Молли Беннетт                                                                 |
| 2014 | Amateur POV Auditions 7                      | Адриана Чечик, Кики Видис, Реми Лакруа, Саманта Роне, Зои Фокс                                                                   |
| 2014 | Amateur POV Auditions 8                      | Элли Джеймс, Картер Круз, Хлоя Фостер, Эви Фокс, Надин Сейдж, Райли Рид                                                          |
| 2014 | Amateur POV Auditions 9                      | Аидра Фокс, Эшлин Рэй, Бэмби Вульф, Хлоя Брук, Кристин Кэхилл                                                                    |
| 2014 | Amateur POV Auditions 10                     | Адриана Чечик, Аврил Холл, Белль Нуар, Кэти Джордин, Мила Бет, Саманта Роне                                                      |
| 2014 | Amateur POV Auditions 11                     | Алиша Адамс, Дрю, Лейси Джонсон, Вероника Родригес, Зои Монро                                                                    |
| 2014 | Amateur POV Auditions 12                     | Анжелика Лейн, Хейли Харт, Кара Новак, Линди Лейн, Натали Монро                                                                  |
| 2014 | Amateur POV Auditions 13                     | Алисса Холл, Лили Лабо, Наоми Уэст, Николь Грейвс, Никки Кокс                                                                    |
| 2014 | Amateur POV Auditions 14                     | Эмбер Стоун, Хоуп Хауэлл, Кики Видис, Люси Тайлер                                                                                |
| 2014 | Amateur POV Auditions 15 - Halloween Edition | Анника Элбрайт, Ариана Гранд, Вера, Джек, Джастин Хант, Надя Синн, Райли Рид, Саманта Роне, Тейлор Рене, Томас                   |
| 2014 | Amateur POV Auditions 16                     | Кассандра Никс, Ария Александр, Аманда Блю                                                                                       |
| 2014 | Amateur POV Auditions 17                     | Даниэль Делоне, Дженна Ви, Ханна, Лекси Белль, Синди Дженнингс, Томас                                                            |
| 2015 | Amateur POV Auditions 18                     | Ариана Мари, Кейли Хейз, Розали Руис, Саманта Роне, Саманта Сэйнт                                                                |
| 2015 | Amateur POV Auditions 19                     | Дарби, Жасмин Делатори, Кара Финли, Риси Симмс, Стефани Моретти, Томас                                                           |
| 2015 | Amateur POV Auditions 20                     | Алина Вест, Элисон Рей, Одрина Росси, Дженнифер Уайт, Карли Стоун, Шона Скай                                                     |
| 2015 | Amateur POV Auditions 21                     | Амарна Миллер, Ангел Берк, Кира Стил, Лайла Дин, Мэнди Армани                                                                    |
| 2015 | Amateur POV Auditions 22                     | Кэти Хэвен, Электра Роуз, Джиа Пейдж, Кэти, Мэдисон Чендлер, Мия Николь, Лили Лабо, Мэдисон Скотт, Талия Тайлер, Томас, Зои Восс |
| 2015 | Amateur POV Auditions 23                     | Аликс Линкс, Аспен Ора, Каденс Люкс, Кристал Бэнкс, Сейдж Эванс, Саша Холл                                                       |
| 2015 | Amateur POV Auditions 24                     | Аидра Фокс, Изи-Белла Блю, Кеннеди Ли, Лола Фокс, Мэдисон Скотт, Райли Рид, Саманта Роне, Табета, Тара Линн, Тейлор Рене         |
| 2016 | Amateur POV Auditions 25                     | Амара Романи, Дейзи Саммерс, Дрю, Морган Мун, Нина Норт, Табета                                                                  |
| 2016 | Amateur POV Auditions 26                     | Адрия Рэй, Барби Эддисон, Брианна Бич, Хлоя Черри, Эльза Джин, Зои Лейн                                                          |
| 2017 | Amateur POV Auditions 27                     | Аня Олсен, Джилл Кэссиди, Лейла Лондон, Лили Эванс, Рейна Роуз, Сая Сонг, Триллиум                                               |
| 2017 | Amateur POV Auditions 28                     | Адриан Блэк, Бонни Кинз, Эмми Линн, Айви Лебель, Кристен Скотт                                                                   |
| 2017 | Amateur POV Auditions 29                     | Акарра Саммерс, Кейди Меркьюри, Хлоя Капри, Лекси Ловелл, Скарлетт Мэй, Тейлор Сэндс                                             |
| 2018 | Amateur POV Auditions 30                     | Аидра Фокс, Джиа Лав , Джейн Уайлд, Лекси Мэнсфилд, Саммер Брукс, Брук Картер                                                    |
| 2018 | Amateur POV Auditions 31                     | Афтен Опал, Ариэль Грейс, Эмма Хикс, Лилли Форд, Ривер Фокс                                                                      |

## Награды и номинации
| Год  | Награда    | Результат | Категория                                       | Фильм                    | Примечания |
| ---- | ---------- | --------- | ----------------------------------------------- | ------------------------ | ---------- |
| 2015 | AVN Award  | Победа    | Лучший релиз Pro-Am                             | Amateur POV Auditions 6  | [ 5 ]      |
| 2017 | XRCO Award | Номинация | Лучшая POV серия                                | н/д                      | [ 6 ]      |
| 2017 | AVN Award  | Номинация | Лучший любительский/профессиональный сериал     | н/д                      | [ 7 ]      |
| 2017 | AVN Award  | Победа    | Лучший любительский / профессиональный фильм    | Amateur POV Auditions 26 | [ 8 ]      |
| 2018 | XRCO Award | Номинация | Лучшая POV серия                                | н/д                      | [ 9 ]      |
| 2020 | AVN Award  | Победа    | Лучшая постановка профессиональная/любительская | Amateur POV Auditions 31 | [ 10 ]     |

### Комментарии
1. ↑  В каждом фильме роль за кадром исполняет Рэй Дарк